# You're Summer
"You're Summer" (tradução portuguesa: "Tu és verão"/"Você é verão") foi a canção escolhida para representar a televisão pública sueca no Festival Eurovisão da Canção 1973, interpretada em inglês pelo duo Nova (constituído por Claes af Geijerstam e Göran Fristorp). Foi a décima-segunda canção a ser interpretada na noite do vento, a seguir à canção luxemburguesa "Tu te reconnaîtras", interpretada por Anne-Marie David e antes da canção Países Baixos "De oude muzikant", interpretada por Ben Cramer.
De referir que na final do Melodifestivalen 1973 realizada na Suécia, a canção fora cantada em sueco e tinha o título sueco de "Sommaren som aldrig säger nej", a banda por seu lado chamava-se Malta e não Nova. Depois no Festival Eurovisão da Canção 1973 interpretaram-na em inglês, mudaram-lhe o título e também o nome da banda. Terminou a competição em quinto lugar, tendo recebido 94 pontos.

## Autores
A canção tinha letra de Lars Forssell, música de Monica Dominique, Carl-Axel Dominique, Mónica Dominique foi quem orquestrou a canção no Festival.

## Letra
Na canção faz-se uma comparação entre a pessoa amada e o verão. O verão segundo a letra é quando a vida cresce nela e ela não lhe diz nunca aos seus desejos.